# Турини, Франческо
Франческо Турини (1589—1656) — итальянский органист, ученик своего отца, Грегорио Турини. Придворный органист императора Рудольфа II (с 1601) в Праге; позднее соборный органист в Брешиа (Италия) . Также композитор, писал мотеты, мессы, мадригалы и пр.
Родился в Праге, куда его отец — певец и корнетист Грегорио Турини (ок.1560—1600) был приглашён императором Рудольфом II в 1582 году.

## Издания
- Сборник 4—5-голосных месс[7],
- два сборника Motetti а voco sela (1629 и 1640)[7],
- три сборника мадригалов (с инструментами и без; 1624, 1629)[7],
- «Misse da cappella а 4—5 voc.» с continuo (1643)[7].